# Clase Mutsuki
La clase Mutsuki (睦月型駆逐艦 Mutsukigata kuchikukan?) fue una clase de destructores compuesta de doce unidades, que sirvieron en la Armada Imperial Japonesa durante la segunda guerra sino-japonesa y la Segunda Guerra Mundial. 

## Características
Construidos entre 1924 y 1927, se trataba de una mejora de la precedente Clase Kamikaze. La proa contaba con una doble curvatura y fueron los primeros destructores en equipar los nuevos torpedos de 610 mm. Experimentaron modernizaciones en dos ocasiones debido a su obsolescencia, al iniciarse la Segunda Guerra Mundial y en las postrimerías de la misma. El primero de agosto de 1928 toda la clase recibió nombres, pues hasta ese momento tan sólo habían sido numerados. Todos ellos resultaron hundidos en combate.

## Destructores de la clase Mutsuki
- Fumizuki
- Kikuzuki
- Kisaragi
- Mikazuki
- Minazuki
- Mochizuki
- Mutsuki
- Nagatsuki
- Satsuki
- Uzuki
- Yayoi
- Yūzuki